# Вильнёв-ле-Лавор
Вильнёв-ле-Лаво́р (фр. Villeneuve-lès-Lavaur, окс. Vilanava de La Vaur) — коммуна во Франции, находится в регионе Юг — Пиренеи. Департамент — Тарн. Входит в состав кантона Лавор-Кокань. Округ коммуны — Кастр.
Код INSEE коммуны — 81318.

## География
Коммуна расположена приблизительно в 590 км к югу от Парижа, в 28 км восточнее Тулузы, в 50 км к юго-западу от Альби.
На юго-западе коммуны протекает река Жиру.

## Климат
Климат умеренно-океанический. Зима мягкая и дождливая, лето жаркое с частыми грозами. Ветры довольно редки.

## Население
Население коммуны на 2010 год составляло 136 человек.
| 1962 | 1968 | 1975 | 1982 | 1990 | 1999 | 2010 |
| ---- | ---- | ---- | ---- | ---- | ---- | ---- |
| 188  | 162  | 135  | 134  | 153  | 143  | 136  |

## Экономика
В 2007 году среди 84 человек в трудоспособном возрасте (15—64 лет) 68 были экономически активными, 16 — неактивными (показатель активности — 81,0 %, в 1999 году было 68,6 %). Из 68 активных работали 55 человек (35 мужчин и 20 женщин), безработных было 13 (5 мужчин и 8 женщин). Среди 16 неактивных 6 человек были учениками или студентами, 8 — пенсионерами, 2 были неактивными по другим причинам.